# Austrarchaea nodosa
Espèce
Synonymes
- Archaea nodosa Forster, 1956

Austrarchaea nodosa est une espèce d'araignées aranéomorphes de la famille des Archaeidae.

## Distribution
Cette espèce est endémique d'Australie. Elle se rencontre en Nouvelle-Galles du Sud dans le parc national des Border Ranges et le parc national du mont Warning et au Queensland dans le parc national de Lamington.

## Description
Le mâle décrit par Rix et Harvey en 2011 mesure 3,18 mm et la femelle 3,54 mm.

## Publication originale
- Forster, 1956 : A new spider of the genus Archaea from Australia. Memoirs of the Queensland Museum, vol. 13, p. 151-154.